# هیرویاسو تاماکاوا
هیرویاسو تاماکاوا (انگلیسی: Hiroyasu Tamakawa؛ زادهٔ ۲۷ آوریل ۱۹۹۵) بازیکن هندبال اهل ژاپن است.
هیرویاسو تاماکاوا، عضو تیم ملی هندبال ژاپن از پدری ایرانی و مادری ژاپنی در کشور ژاپن به دنیا آمده‌است.